# Gregor Erhart

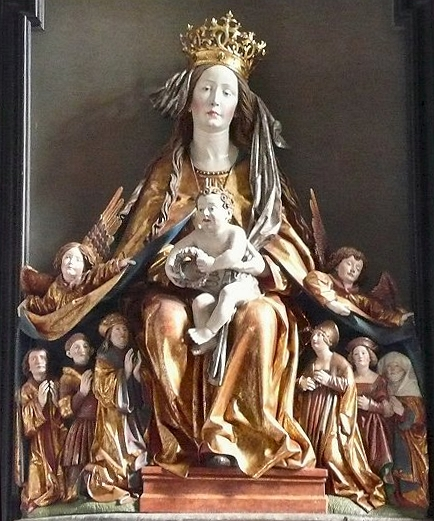
Madonna della Misericordia, 1510 circa (chiesa di Pellegrinaggio di Frauenstein, Molln)

Gregor Erhart (Ulma, 1470 – Augusta, 1540) è stato uno scultore tedesco, attivo nelle città di Ulma e Augusta.

## Biografia
Gregor fece il suo apprendistato nello studio di suo padre, lo scultore Michel Erhart. La sua attività artistica cominciò verso il 1485 con l'opera La Vergine accompagnata dai santi Benno e Corbiniano a Monaco. Nel 1494 lui e il padre si trasferirono ad Augusta, una delle prime città d'Oltralpe ad aprirsi all'influenza rinascimentale. Presto partecipò allo sviluppo della pala d'altare dell'abbazia benedettina di Blaubeuren, in Svevia, che fu anche un passaggio di consegne tra padre e figlio. In questo contesto dobbiamo a lui una Vergine col Bambino che rivela la sua maestria e il suo talento. Il viso ovale e allungato della Vergine ha dei tratti carichi di una grande eleganza. La sua espressione è pensierosa e meditativa. Il Bambino invece sembra giocoso, animato da questa vita che ha fatto la reputazioni degli scultori germanici. Il suo stile si collocava tra quello tardogotico tedesco e quello rinascimentale.
Egli realizzò anche la Vergine col Bambino dalla basilica dei Sant'Ulrico e Afra ad Augusta, il San Nicola con due diaconi oggi nel museo nazionale bavarese e la Vergine protettrice dalla pala dell'altare maggiore della chiesa cistercense di Kaisheim am Donauwörth, realizzata con la collaborazione di Hans Holbein il Vecchio e di Adolf Daucher (dispersa durante la seconda guerra mondiale). Adolf Daucher si formò proprio presso Erhart.
Gli è attribuita la Maddalena penitente, nota in francese come La Belle Allemande ("La bella tedesca"), una figura nuda singolare che si può ammirare al museo del Louvre. Secondo la leggenda, quella che un tempo era una peccatrice viveva ritiratasi nella grotta della Sainte-Baume, coperta solo dai suoi capelli. Ogni giorno ella veniva sollevata in cielo dagli angeli per udire i cori celesti.
Gregor Erhart fece anche delle tombe, come la lastra funeraria dell'abate Mörlen che si può ammirare al museo di Augusta, gli epitaffi, nonché la tomba di Diepold von Stein a Jettingen-Scheppach, realizzata nel 1503. Egli morì intorno al 1540 all'età di settanta anni.

## Opere

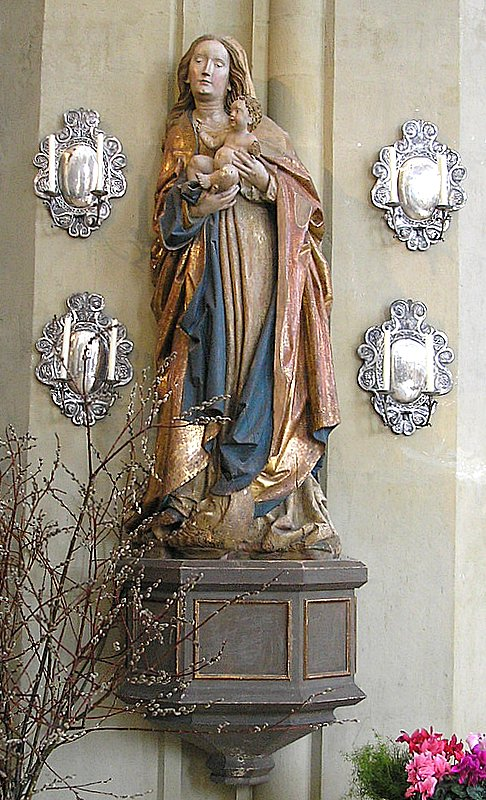
Vergine col Bambino (Basilica dei Santi Ulrico e Afra, Augusta)

- Augusta, basilica dei Santi Ulrico e Afra: Vergine col Bambino, prima metà del 1500;
- Blaubeuren, chiesa dell'abbazia di Blaubeuren: Altare, 1494 circa;
- Molln, chiesa del Pellegrinaggio: Madonna della Misericordia, 1510 circa;
- Monaco di Baviera, museo nazionale bavarese, San Nicola con due diaconi, 1501;
- Parigi, museo del Louvre: Maddalena penitente, 1510 circa (attribuito);
- Überlingen, chiesa di San Nicola: Madonna col Bambino, 1510 circa.

### Ubicazione sconosciuta
- Vergine protettrice (dispersa durante la seconda guerra mondiale).